# Collegium Musicum (słowacki zespół muzyczny)

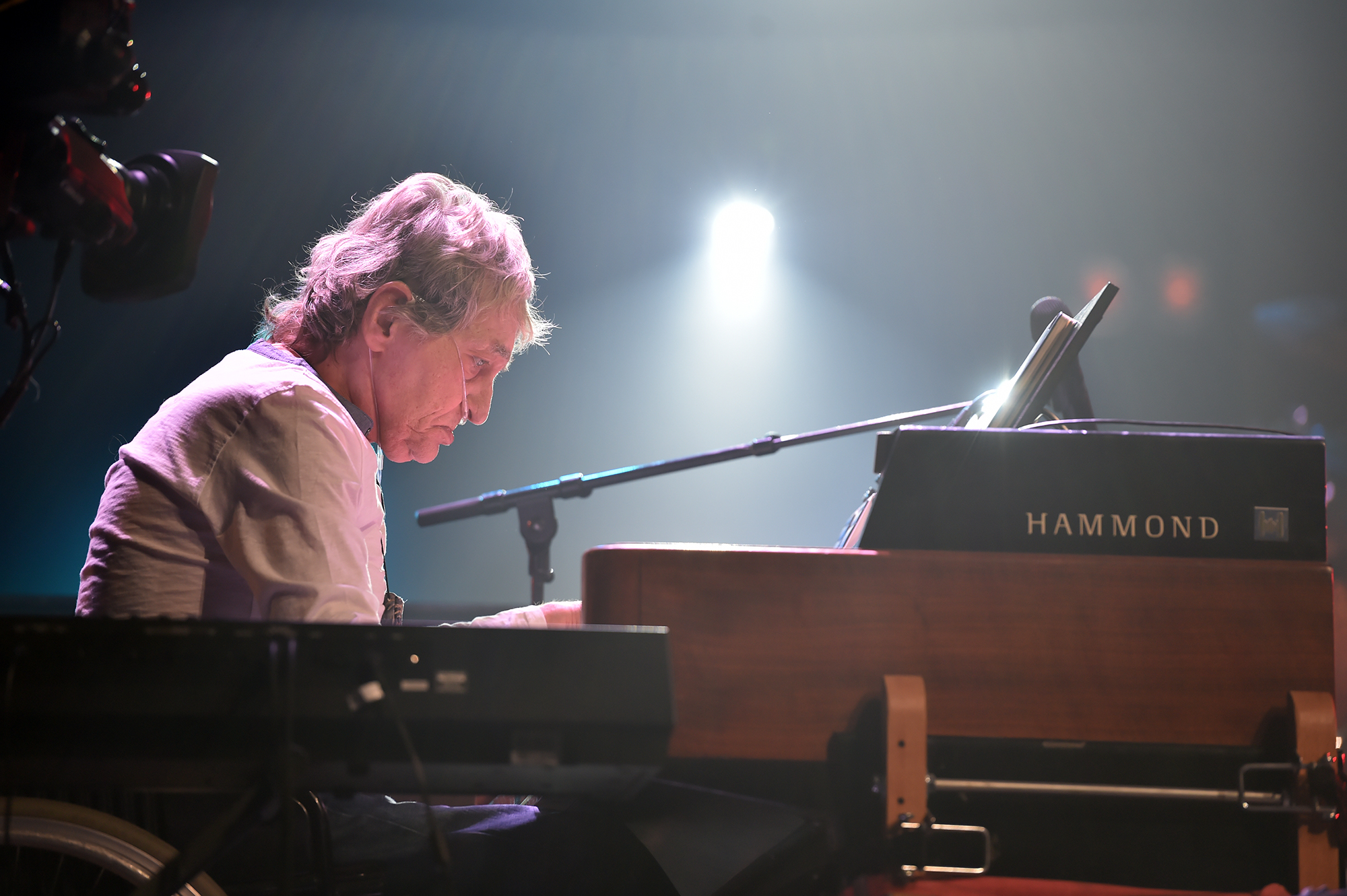
Marián Varga (2017 r.)

Collegium Musicum – słowacki zespół grający rock progresywny. Formacja została założona w 1969 roku przez Mariána Vargę i jest uważana za najlepszy zespół rocka progresywnego wśród formacji środkowoeuropejskich. 
Skład zespołu tworzą: Marián Varga (klawisze, organy), Fedor Frešo (gitara basowa), František Griglák (gitara), Martin Valihora (perkusja).  

## Dyskografia
- 1970: Collegium Musicum
- 1970: EP Hommage à J.S.Bach/Ulica plná plášťov do dažďa
- 1971: Konvergencie
- 1972: Zelená Pošta
- 1973: Live
- 1975: Marián Varga & Collegium Musicum
- 1978: Continuo
- 1979: On a Ona
- 1981: Divergencie
- 1989: Všetko je inak
- 1997: Collegium Musicum '97
- 2010: Speak, Memory

Źródło:.